# Otto Grundtvig
Otto Grundtvig (1772—1843) var sognepræst i Gladsaxe og bror til N.F.S. Grundtvig . Han skildres som brav og værdig, begavet og dygtig, kraftig og livlig. Han var søn af sognepræsten i Udby Johan Ottosen Grundtvig, der udgav en vidtløftig "Katekismi Forklaring efter Saliggørelsens Orden" i 1779. 